# Adolf Chwala
Adolf Chwala (Chvála) (4. dubna 1836 Praha – 14. března 1900 Vídeň) byl český malíř, žijící po roce 1864 ve Vídni. Na Akademii bylo jeho jméno omylem zapsáno jako Anton Chwala, v pasu uvedeno jméno Adolf Chwala zvaný Faltus.

## Život
Narodil se v Praze v rodině kloboučníka. Studoval od roku 1851 v přípravce pražské Akademie a v letech 1854–1855 v krajinářské škole Maxe Haushofera. Roku 1864 se odstěhoval do Vídně. Zde se roku 1871 oženil s Josefou Procházkovou a měl s ní osm dětí. Z nich syn Fritz a dcera Leopoldina projevili výtvarný talent a učili se v ateliéru svého otce, Fritz později vystudoval Vídeňskou Akademii.
Během života Chwala cestoval mezi Čechami, kde žili jeho rodiče, Moravou, Rakouskem a Bavorskem. V letech 1885–1898 byl členem Wiener Künstlerhaus. Vystavoval v Praze s Krasoumnou jednotou (1856–1862, 1888–1889) a od roku 1876 na výročních výstavách Künstlerhaus ve Vídni, v letech 1881–1896 na výstavách Österreichische Kunstverein. Zúčastnil se Zemské výstavy roku 1891.

## Dílo
Chwala získal u Maxe Haushofera výborné základy malířské techniky a naučil se pořizovat skici k obrazům v plenéru. Kvalita jeho obrazů ho řadí k nejvýznamnějším absolventům Haushoferovy krajinářské školy. Od romantických krajin postupně směřoval k realistické malbě, ale koncem století si již neosvojil nové tendence v malbě a setrval u pozdního romantismu. V 60. letech se v některých motivech lesních zátiší pokusil o obrazovou stylizaci se sumárnějším podáním celku a delšími údery štětce, ale pak se vrátil k realistickému zobrazení.
Převažujícím motivem Chwalových obrazů jsou řeky a jezera. V Čechách navštěvoval povodí Vltavy, Sázavy, a Otavy, na Moravě dolní tok Moravy u Břeclavi, v Bavorsku často pobýval u Dunaje v Pöchlarn. Po odchodu do Rakouska ho v 70. letech zaujaly Alpy. Často maloval v údolí řeky Enže s výhledem na horu Planspitze. V Bavorsku vytvořil množství obrazů s jezerem Königssee a sousedním Krottensee. Stal se vyhledávaným a ceněným specialistou na nokturna a namaloval množství obrazů s jezerní krajinou a loďmi osvícenými měsícem.

### Autorská výstava
- 2011 Adolf Chwala (1836 - 1900), Klášter sv. Jiří, Národní galerie v Praze[10]

## Galerie

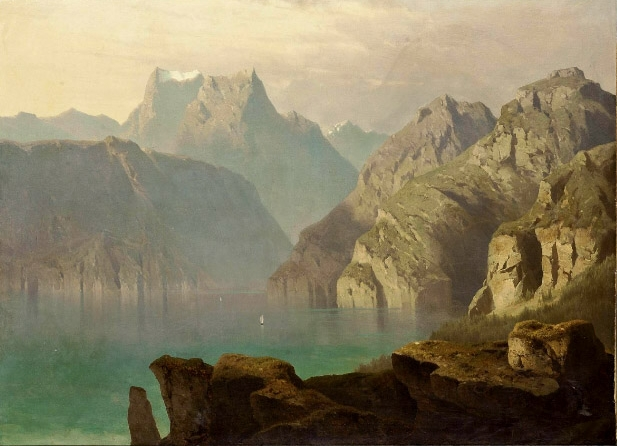
Adolf Chwala – Alpské jezero
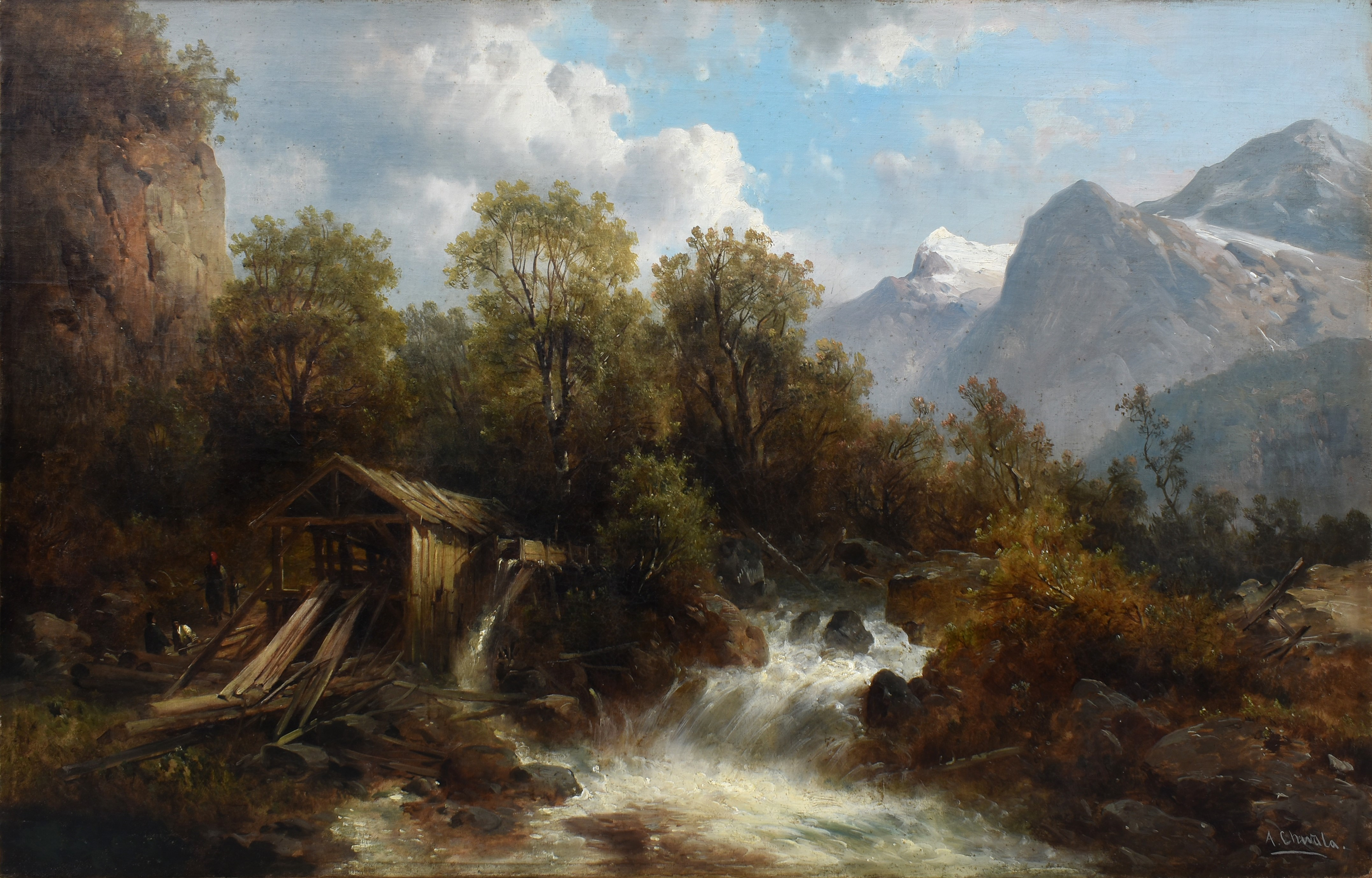
Adolf Chwala – Horská řeka s mlýnem
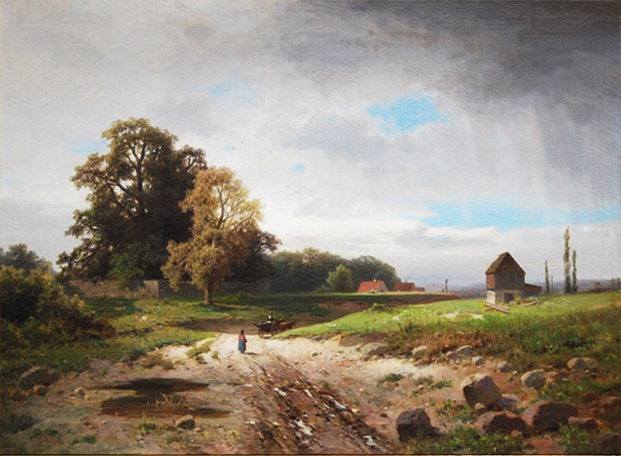
Adolf Chwala – Krajina s povozem
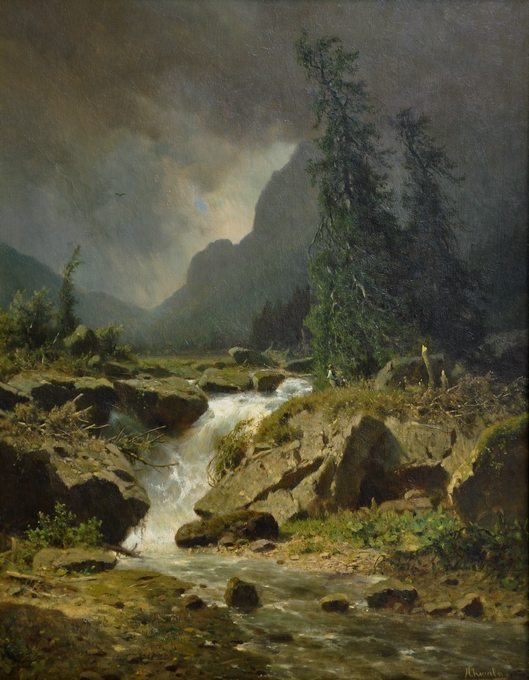
Adolf Chwala – Krajina v bouři s vodopádem
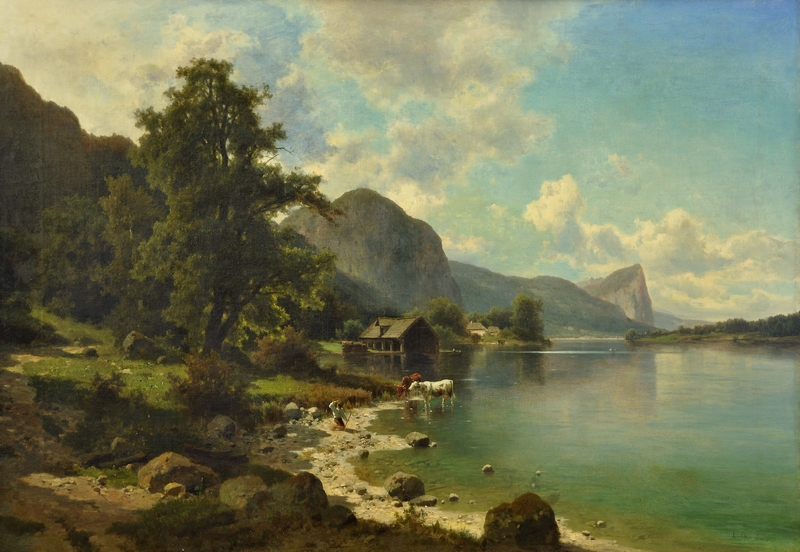
Adolf Chwala – Mondsee s Dračí skálou
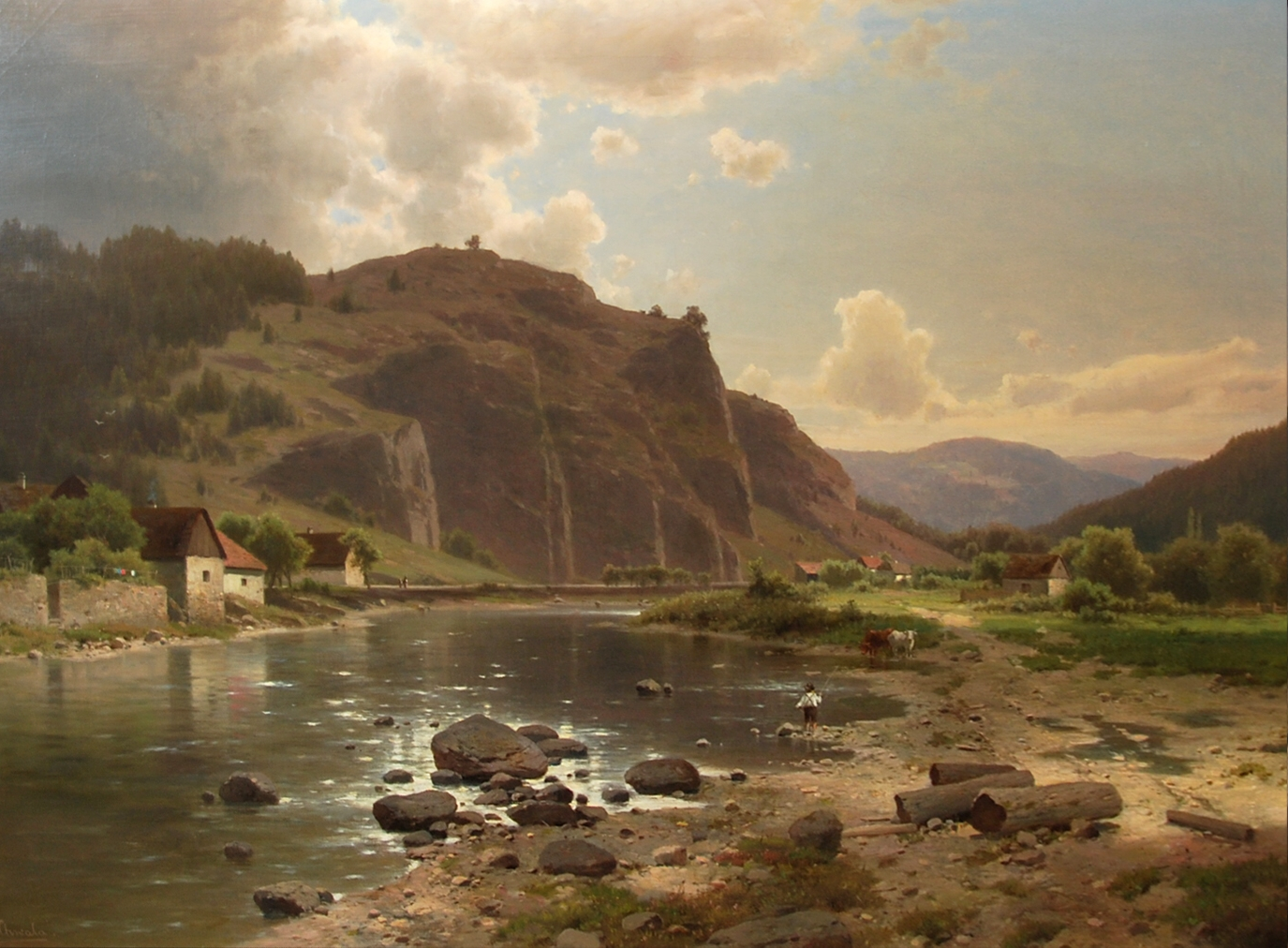
Adolf Chwala – Skály nad řekou
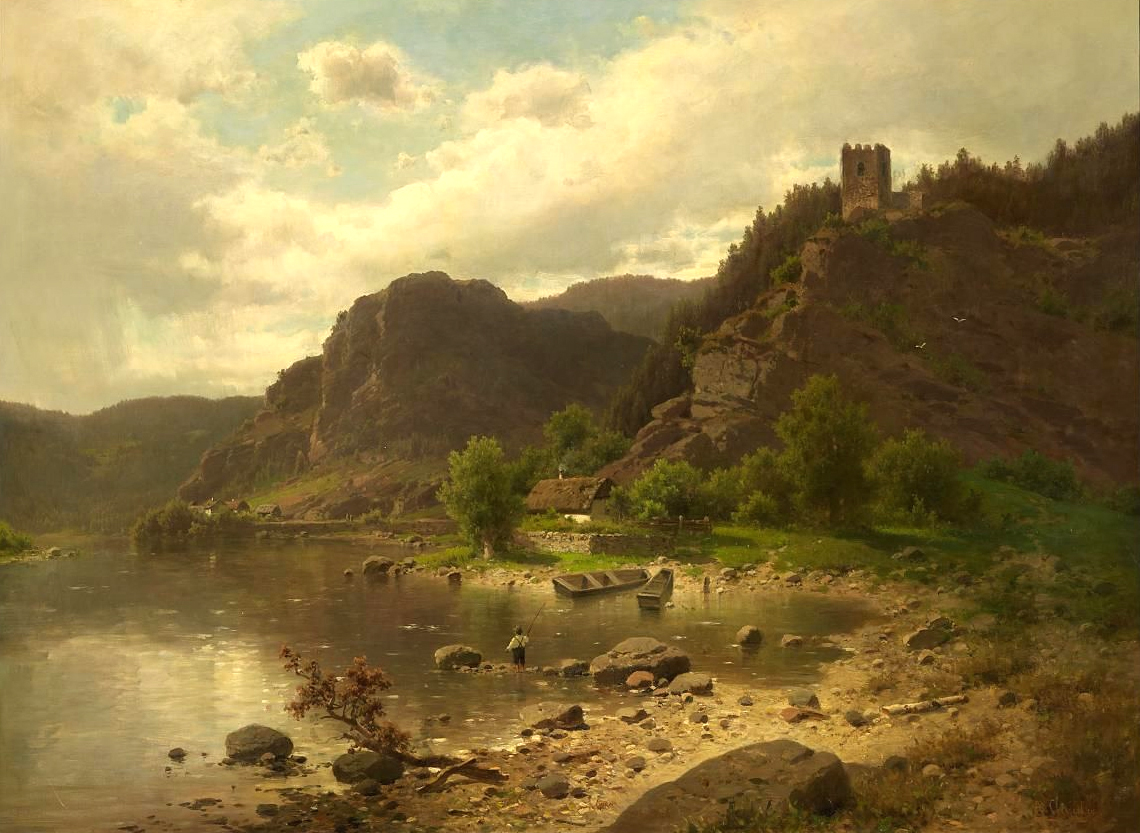
Adolf Chwala – Vranovská věž nad Dyjí